# 伊勢丹相模原店
伊勢丹相模原店（いせたんさがみはらてん）は、かつて神奈川県相模原市南区に所在し、三越伊勢丹が運営していた百貨店。相模原市内で唯一の百貨店であった。
1990年（平成2年）9月25日開業。
開店時キャッチコピーは「生活博物街」「ライフ・ミュージアム」。
2019年（令和元年）9月30日に閉店。
本館跡地には2025年に41階建複合型タワーマンション「プラウドタワー相模大野クロス」が建設される予定。
1993年（平成5年）4月9日にはA館・B館が増設されたが、こちらは2016年（平成28年）2月1日に閉館した。

## 概要

### 開店
伊勢丹相模原店は、アメリカから返還されたアメリカ陸軍医療センター跡地の再開発によって、1990年（平成2年）に開店した店舗である。
この医療センターは、1945年（昭和20年）まで日本陸軍・相武台陸軍病院であった。
日本陸軍は、相模原を「軍都」とするための計画を1939年（昭和14年）から進めており、相模大野には当病院のほか、陸軍通信学校が置かれた。

#### 開店までの経緯
敗戦後、日本陸軍の関係施設はアメリカ陸軍に接収され、相模原はアメリカ軍基地の街として、また東京・横浜のベッドタウンとして人口が急増した。しかし市内には大きな商業施設がなく、隣の町田市へ購買力を吸収されていた。
そこで相模原市は、相模大野を「市の中心都市」へ変貌させる大規模計画に着手した。市は、相模大野駅周辺の中で、次の3ヶ所を「核」とした。
- 相模大野駅
- 相模大野駅西側（現在のボーノ相模大野付近）
- 医療センター跡地

このうち、医療センター跡地を「商業・文化の核」とし、図書館、文化会館（ホール）、立体駐車場、公園、高等学校、住宅、専門店街、都市型百貨店、などの整備を進めた。市は、都市型百貨店として伊勢丹(当時)を誘致し、1990年（平成2年）9月25日に伊勢丹相模原店が開店した。
1993年（平成5年）に本館の道路向かいにA館・B館を増設、1996年（平成8年）には売上が377億円まで拡大した。同年代に開発されたグリーンホール相模大野、相模大野モアーズ、ロビーファイブなどとともに相模大野の「商業・文化の核」として発展を支え、近隣地域より都市化が遅れていた相模大野を急成長させた。

### 閉店の発表
しかし、景気後退による「ユニクロ」など低価格ブランドの台頭、町田など近隣商圏との競争激化、相模大野駅新駅舎化により駅出口が伊勢丹から遠くなり人流が弱化、相模大野駅直結の商業施設「相模大野ステーションスクエア」開業、など様々な要因で業績赤字が恒常化し、2003年度以降の減損損失合計は約104億円となった。
2016年（平成28年）にA・B館を閉館して効率化を進めるも改善せず、業態転換など様々に検討したが、2018年9月に三越伊勢丹ホールディングスは「業績不振のため、採算性の低い地方店舗を見直す」として、2019年9月30日に伊勢丹相模原店を閉店すると発表した。同時に伊勢丹府中店、新潟三越の閉店も発表した。

### 閉店

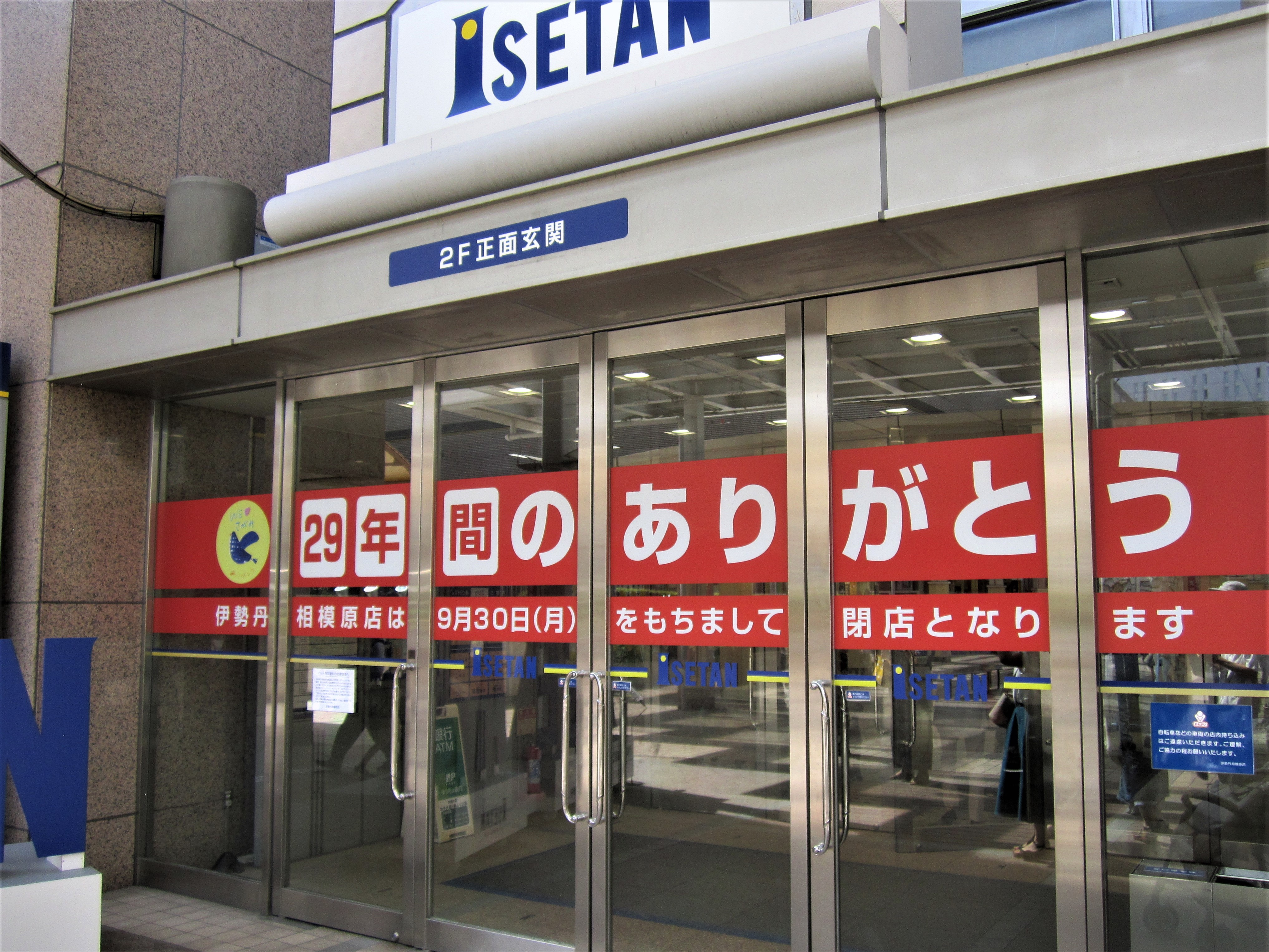
閉店を知らせるステッカーが貼られた正面玄関

2019年（令和元年）7月から感謝セールを開催した。8月にイラストレーター・鈴木英人が本館をモチーフにした描き下ろしイラストを制作。本館ギャラリースクエアの懸垂幕に用いられ、鈴木の企画展も行われた。
2019年9月30日・19時をもって全営業を終了した。当日は開店前から1,500人が行列し、開店後も客が途切れず、各階の目玉商品は売り切れた。閉店時に2階正面玄関前で山下洋志店長らが多くの来店客に挨拶をした。2015年5月31日に百貨店が消えた川崎市 に続き、相模原市は全国で2番目に百貨店がない政令指定都市となった。

### 閉店後
閉店後は野村不動産へ売却され、2020年（令和2年）3月から本館建物の解体に着手、2021年（令和3年）12月に解体が終了した。一部の鉄筋コンクリート躯体やペデストリアンデッキなどは解体を免れた。これは跡地に建設する超高層マンションに躯体の一部を再利用するためで、補修・耐震補強ののち、2025年に竣工予定の41階建複合型タワーマンション「プラウドタワー相模大野クロス」に再利用される。

## 本館建物
建物コンセプトは「クラシック・エレガンス」。
ヨーロッパ風の装飾・歴史的建築様式を取り入れた「ポストモダン様式」の建物である。大理石・彫刻・モザイク画などに加え、「ギャラリースクエア」が特徴である。

### ギャラリースクエア
| 「ギャラリースクエア」と彫刻群 |  | ギャラリースクエア2階床に嵌め込まれていたプレート |
| 「ギャラリースクエア」と彫刻群 |  | ギャラリースクエア2階床に嵌め込まれていたプレート |

ギャラリースクエアとは、2 - 4階建物中央部を縦に貫くアトリウムである。3階にはその吹き抜けを横切る橋を掛け、
「一見ムダとも思えるほど効率を度外視」した斬新な百貨店として注目された。
2階中央部には、相模原店のシンボルの1つ「月」をモチーフにした彫刻・4基が展示されていた。これらは彫刻家・青木野枝が制作した作品である。

### 相模原市とのつながり
相模原市は、当店を「相模大野の重要な核」と位置付けており、同市による影響が大きく形となっている。

#### 公共歩廊として
ギャラリースクエア2階部分は、正面玄関からグリーンホール口につながる幅広の道となっており、「相模大野駅・商店街方面」ー「グリーンホール・中央公園方面」の間を結ぶ太い動線となった。
また隣接する市営施設（グリーンホール相模大野・市営立体駐車場・市民ロビー）の間は全て連絡通路で結ばれている。
建物外壁は、相模原市が制定した「環境デザイン計画」に則り、アースカラーの落ち着いた色彩のタイル、御影石やサンドストーンなど自然石を用いた。

### 本館の主なテナント
（2019年9月閉店時）
| 7  | レストラン街・ルーフガーデン         |  |                  |
| 6  | レストラン街・ベビー・子供服/玩具    |  |                  |
| 5  | 和洋食器・宝飾・催物場               |  |                  |
| 4  | 紳士服・靴・お得意様サロン           |  | 市営駐車場連絡口 |
| 3  | 婦人服                               |  |                  |
| 2  | ギャラリースクエア・婦人雑貨・化粧品 |  | A館連絡通路      |
| 1  | 婦人服・紳士服・アフタヌーンティー   |  |                  |
|    |                                      |  |                  |
| B1 | 食品街                               |  |                  |
| B2 | 駐車場                               |  |                  |
| B3 | 駐車場                               |  |                  |

## A館・B館
伊勢丹相模原店A館・B館は、1993年（平成5年）4月9日に、相模原店本館の県道51号線（行幸道路）向かいに開館した店舗である。A館はおもにカフェやリビング用品、B館はリラクゼーションサロンなどを扱った。
本館とA館は相模原市が設置した連絡橋「季節の橋」、A館とB館は3階連絡通路でそれぞれ結ばれていた。
開館当初、A館は”LIVING SUPLLY”、B館は”LIVING PLUS”という愛称が付けられていた。

### 建物
相模原市が進める「環境デザイン計画」に則り、A・B館を含む相模大野駅北口周辺は「重厚でシックな石造のゾーン」を目指すことを指定され、本館と異なる区域に指定された。A・B館は本館と異なり外壁にブラウン系のタイルや、本館より濃い色調のサンドストーンが用いられた。
相模原市は、相模大野駅周辺の民間建物に対し「建物壁面を後退させ、公開空地の提供に努めるように」と誘導した。これに応え伊勢丹は、「秋の小路」に面するA・B館敷地内にポケットパークを造り、道の名称にあわせてモミジが植えられた。

### 閉館
A・B館はともに小型店舗で、本館や駅から離れた場所に所在したため運営効率が悪く、開店初期から収益性に課題があった。さらに相模原店全体も1996年以降赤字が恒常化していた。A館とB館は収益回復・効率化のため、2016年（平成28年）2月1日に閉館した。
閉館後A館・B館共に解体され、A館跡地には三菱地所レジデンスのマンション「ザ・パークハウス相模大野」、B館跡地には雑居ビル「LOC'相模大野A」が建てられた。A館・B館解体と同時に、前述のポケットパークやモミジも撤去された。

### 主なテナント
（2016年2月閉館時）
| 6  | 紀伊国屋書店・伊勢丹写真室              |          |                        |
| 5  | 家具・IDS（インテリアデザインサービス） |          |                        |
| 4  | 寝具・タオル・バス                      |          | B館                    |
| 3  | キッチン用品・フォブコープ              | 連絡通路 | ハートフルステーション |
| 2  | 【本館連絡通路】プラザ・ペット用品      |          | リラクゼーションサロン |
| 1  | 園芸・婦人雑貨・カフェ                  |          | ネイルサロン・特設会場 |
|    |                                         |          |                        |
| B1 | 駐車場                                  |          | リトミック教室         |

## シンボルマーク
伊勢丹相模原店は、独自のシンボルマークとして「太陽と月」を制定していた  。伊勢丹相模原店と近隣の大学が共同で設けた学生組織「BIS CLUB」が制作し、相模原店公式ブログサイト(アーカイブ)、店外懸垂幕、雑誌広告などに使われた。
2015年（平成27年）には開店25周年を記念し、このシンボルマークをモチーフに、絵本作家・米津祐介によってキャラクター「ピカタン」が創作された。
相模原店ではこのシンボルマークのほかに、太陽と月を図案化したイラストを載せたフロアガイドや店外懸垂幕なども用いられた。

## 伊勢丹相模原店が登場する作品

### テレビドラマ
- デパート物語シリーズ - TBS系テレビドラマ。伊勢丹（当時）の全面協力のもと相模原店で撮影され、作品内で店舗名が実名で登場した[48]。
  - 『デパート!夏物語』
  - 『デパート!秋物語』
  - 『夏!デパート物語』

## ギャラリー

### 本館
- 本館の外観

### A館・B館
- A館(左)とB館(右)、そして2つの建物を結ぶ連絡通路(中央)。写真中央の道路「秋の小路」沿いのA館・B館敷地内にはポケットパークが設けられていた

## 周辺
- 小田急小田原線・小田急江ノ島線 相模大野駅
- 相模大野ステーションスクエア
- ボーノ相模大野
- 相模原市立相模大野図書館
- グリーンホール相模大野
- 神奈川県立相模原中等教育学校